# Šljivovac (Gvozd)
Šljivovac falu Horvátországban, Sziszek-Monoszló megyében. Közigazgatásilag Gvozd községhez tartozik.

## Fekvése
Sziszektől légvonalban 38, közúton 62 km-re nyugatra, Károlyvárostól légvonalban 26, közúton 47 km-re keletre, községközpontjától légvonalban 10, közúton 22 km-re északra, a Kordun keleti részén, az úgynevezett Báni végvidéken, a Vrginmostról Lasinjára vezető út bal oldalán, Kirin és Stipan között fekszik.

## Története
A település már a középkorban is létezett, ezt bizonyítja középkori templomának maradványa. 1541 és 1584 között a török e vidéket teljesen elpusztította, helyén több mint száz évig pusztaság volt. A település a  környék számos településéhez hasonlóan a 17. század vége felé népesült be újra, amikor Bosznia területéről menekülő pravoszláv szerbek érkeztek ide. A falu a katonai határőrvidék része lett. A 18. század közepén megalakult a Glina központú első báni ezred, melynek fennhatósága alá ez a vidék is tartozott. 1881-ben megszűnt a katonai közigazgatás. A településnek 1857-ben 490, 1910-ben 695 lakosa volt. Zágráb vármegye Vrginmosti járásához tartozott. Lakói szegény földművesek voltak. 1918-ban az új szerb-horvát-szlovén állam, majd később Jugoszlávia része lett. A második világháború idején szerb többségű lakossága részben elmenekült, de sokakat meggyilkoltak, elhurcoltak, mások pedig partizánnak álltak. 1941 decemberében az ellenséges erők teljesen lerombolták a települést. A faluból 90-en vettek részt a felszabadító harcokban, közülük 28-an harcosként estek el a harcok során, míg 55 főt az usztasák és a németek gyilkoltak meg, 15-en a tífuszjárvány áldozatai lettek és további 11 lakos lett a harcok áldozata. A település teljes embervesztesége 109 fő volt.
A háború után megindult az újjáépítés. A délszláv háború idején szerb lakossága a jugoszláv és szerb erőket támogatta. A Krajinai Szerb Köztársaság része volt. A horvát hadsereg a Vihar hadművelet keretében 1995. augusztus 7-én foglalta vissza települést, melyet teljesen leromboltak. A szerb lakosság elmenekült, de később néhányan visszatértek. 2011-ben 32 lakosa volt, akik főként mezőgazdasággal és állattartással foglalkoztak.

## Népesség
| Lakosság változása | Lakosság változása | Lakosság változása | Lakosság változása | Lakosság változása | Lakosság változása | Lakosság változása | Lakosság változása | Lakosság változása | Lakosság változása | Lakosság változása | Lakosság változása | Lakosság változása | Lakosság változása | Lakosság változása | Lakosság változása |
| ------------------ | ------------------ | ------------------ | ------------------ | ------------------ | ------------------ | ------------------ | ------------------ | ------------------ | ------------------ | ------------------ | ------------------ | ------------------ | ------------------ | ------------------ | ------------------ |
| 1857               | 1869               | 1880               | 1890               | 1900               | 1910               | 1921               | 1931               | 1948               | 1953               | 1961               | 1971               | 1981               | 1991               | 2001               | 2011               |
| 490                | 528                | 508                | 588                | 613                | 695                | 712                | 689                | 511                | 491                | 376                | 333                | 253                | 169                | 33                 | 32                 |

## Nevezetességei
- A középkori templom maradványai.
- Műemlék vízimalom